# Heures de Munich-Montserrat
Les Heures de Munich-Montserrat sont un livre d'heures manuscrit enluminé datant des années 1535, aujourd'hui dispersé entre :
- l'abbaye catalane de Montserrat ;
- la Bibliothèque d'État de Bavière de Munich ;
- le J. Paul Getty Museum de Los Angeles ;
- trois collections particulières.

Il a été réalisé par l'enlumineur Simon Bening et son atelier, peut-être pour Alonso de Idiaquez (es), secrétaire de Charles Quint. 

## Historique

### Commanditaire
La partie du manuscrit aujourd'hui conservée à l'abbaye de Montserrat comporte une inscription qui fournit un indice quant à sa provenance : il s'agit d'une attestation de l'Inquisition, datée de 1578, garantissant que l'ouvrage n'est pas contraire à la foi.
Le manuscrit se trouve alors au monastère dominicain San Telmo à Saint-Sébastien. Il peut avoir appartenu au fondateur de ce monastère, Alonso de Idiaquez (es) (mort en 1547), secrétaire de Charles Quint. La présence en fin d'ouvrage, dans les suffrages, de Saint Sébastien, particulièrement apprécié à la cour des Habsbourg, confirmerait cette commande. Bien qu'installé en Espagne, Idiaquez effectue des séjours réguliers aux Pays-Bas vers 1535-1540. Il peut y avoir commandé ce livre d'heures, comme de nombreux aristocrates espagnols contemporains.

### Destinée
Depuis 1858, la majeure partie du livre d'heures est conservée à la bibliothèque de l'abbaye bénédictine catalane de Montserrat. Il était sans doute déjà, depuis de nombreuses années, dépecé de toutes ses illustrations à pleine page, soit de 29 à 32 miniatures.
Dès le XVIIe siècle, les pages du calendrier et deux autres miniatures se trouvent dans les collections de Ferdinand-Marie de Bavière. Le prince électeur pourrait en avoir fait l'acquisition vers 1660 auprès du peintre Joseph Werner.
Plusieurs autres feuillets sont découverts au cours du XXe siècle. En 1984, deux miniatures d'une collection privée anglaise (Messe de Saint Grégoire et Martyre de Saint Sébastien) sont acquises en vente publique par le J. Paul Getty Museum de Los Angeles. Une autre, représentant L'Arrestation du Christ, est identifiée au sein de l'ancienne collection de Bernard H. Breslauer (de). Deux autres passent en vente publique chez Christie's : David pénitent, le 11 juillet 2002 (lot 13) et La Pentecôte, le 16 novembre 2005 (lot 6).

## Description
Le manuscrit originel mesure 10 cm sur 14. La partie conservée à l'abbaye de Montserrat comporte 202 folios, soit sans doute la quasi-totalité du texte. Les rectos des miniatures en pleine page ont été détachés. Actuellement, 35 de ces folios sont conservés dans plusieurs autres endroits. 

### Composition du manuscrit
Voici la composition du manuscrit reconstituée par l'historien de l'art Thomas Kren.
| Section                          | Folios  | Nombre de miniatures en pleine page | Sujet                                                                                    | Lieu de conservation                                                                    | Illustration              |
| -------------------------------- | ------- | ----------------------------------- | ---------------------------------------------------------------------------------------- | --------------------------------------------------------------------------------------- | ------------------------- |
| Calendrier                       | 2v-14   | 12                                  | Janvier à décembre                                                                       | Munich, Staatsbibliothek                                                                | Janvier                   |
| Extraits des évangiles           | 403-404 | 1                                   | Saint Jean à Patmos                                                                      | Miniature disparue                                                                      |                           |
| Passion selon Saint-Jean         | 15-24   | 1                                   | Arrestation du Christ                                                                    | Collection particulière (anciennement Bernard H. Breslauer)                             |                           |
| Heures de la Vierge              | 25-164  | 8                                   | Matines Création d'Ève Laudes Prime Tierce Sexte None Le Déluge Vêpres Complies          | Munich, Staatsbibliothek Miniature disparue Munich, Staatsbibliothek Miniature disparue |                           |
| Psaumes pénitentiels et litanies | 355-402 | 1                                   | David en prière                                                                          | Collection particulière                                                                 |                           |
| Office des Morts                 | 165-206 | 1                                   | Messe des Morts                                                                          | Miniature disparue                                                                      |                           |
| Heures de la Croix               | 267-280 | 1                                   | Crucifixion                                                                              | Miniature disparue                                                                      |                           |
| Heures du Saint-Esprit           | 281-292 | 1                                   | Pentecôte                                                                                | Collection particulière                                                                 | Pentecôte                 |
| Prières diverses                 | 293-315 | 4                                   | Sainte Véronique Messe de Saint Grégoire Stabat Mater Pietà Obsecro te Vierge à l'Enfant | Los Angeles, J. Paul Getty Museum                                                       | Messe de saint Grégoire   |
| Suffrages des Saints             | ?       | 1                                   | Martyre de Saint Sébastien                                                               | Los Angeles, J. Paul Getty Museum                                                       | Martyr de saint Sébastien |

### Iconographie
Outre le texte, le manuscrit de Montserrat comporte 20 petites miniatures d'une hauteur de 6 ou 7 lignes de texte, 5 lettrines historiées d'une hauteur de 5 lignes, 8 bordures de page historiées et un grand nombre de lettrines et de bordures ornées de motifs floraux.
Le volume relié de Munich contient 14 miniatures en pleine page : 12 illustrant chaque mois du calendrier avec, en regard, une page à bordure historiée, La création d'Ève et Le Déluge.
La Messe de Saint Grégoire et le Martyre de Saint Sébastien sont conservés au J. Paul Getty Museum de Los Angeles.
David pénitent et La Pentecôte appartiennent à des collections particulières.
Le style des miniatures s'apparente à celui d'autres livres d'heures peints par Simon Bening et son atelier, également réalisés pour des commanditaires ibériques : les Heures Da Costa, les Heures de Hennessy et les Heures d'Isabelle du Portugal.